# Chiesa della Vittoria (Palermo)
La chiesa della Vittoria, anche nota come chiesa della Madonna della Vittoria è stata un luogo di culto cristiano di Palermo risalente all'XI secolo e parzialmente demolita nel XVI secolo.

## Storia

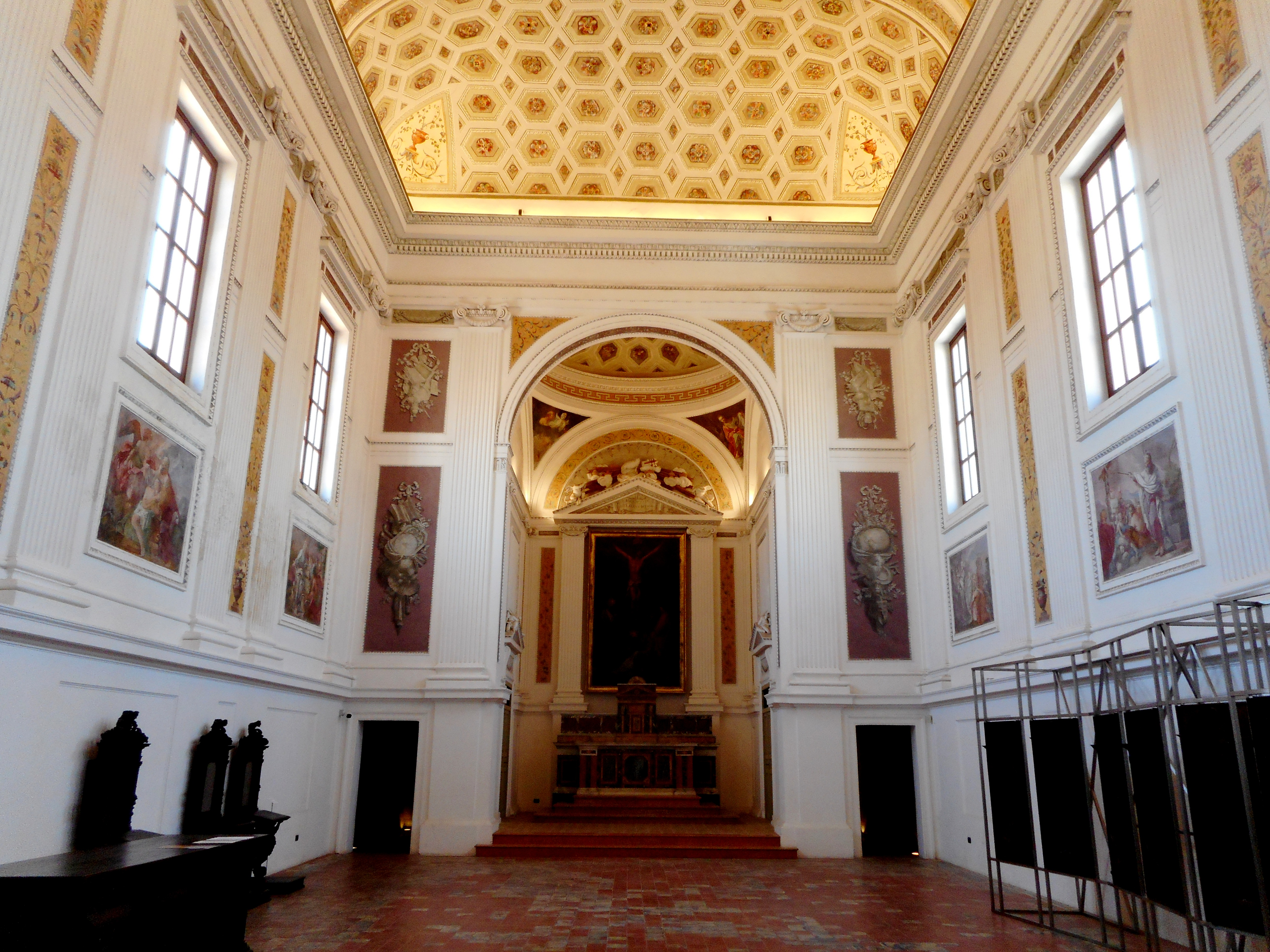
Interno dell'Oratorio dei Bianchi, a Palermo

La chiesa venne edificata dopo il 1071 in seguito all'apparizione della Vergine che spinse Ruggero I di Sicilia a riconquistare la città di Palermo. Nella costruzione del tempio venne lasciata al suo interno una posizione dominante per il dipinto raffigurante Maria Vergine. Più tardi, a partire dal XVI secolo, parte della struttura venne demolita e sostituita dal nuovo oratorio della compagnia del Santissimo Crocifisso dei Bianchi.

## Descrizione
Ciò che resta della chiesa si trova al pianterreno dell'oratorio dei Bianchi dove si conservano decorazioni a stucco di due altari realizzati da Giacomo Serpotta. L'edificio è stato costruito nel luogo dove esisteva un'antica porta, dalla quale i condottieri normanni penetrarono in città nel maggio del 1072. La Cappella della Madonna si trovava sulla parete destra, sotto la quale si trovavano i resti in pietra dell'antica porta.